# Jean-Claude Molipe Mandongo
Jean-Claude Molipe Mandongo, né le 9 mars 1967 à Businga dans la province de l'Équateur, est un Homme politique, économiste, professeur d’université et auteur congolais (RDC). Ancien ministre du Budget de 2006 à 2007 dans le gouvernement 1+4 et vice-ministre de l’Intérieur, Sécurité, Décentralisation et Affaires coutumières dans le gouvernement Sama Lukonde.

## Biographie
Jean-Claude Molipe Mandongo est originaire de la province du Nord-Ubangi. Il est ministre du budget dans le gouvernement de 1+4 sous la présidence de Joseph Kabila.  
Il est nommé le 12 avril 2021 vice-ministre de l'Intérieur, Sécurité, Décentralisation et des Affaires coutumières dans le gouvernement Sama Lukonde sous la présidence de Félix Tshisekedi.